# Kapi Agha

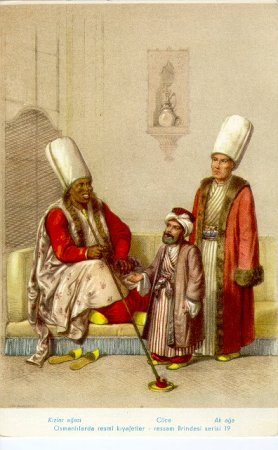
Kizlar Agha (sx), nano di corte (centro) e Kapi Agha (dx) - ill. del XIX secolo.

Kapi Agha (lingua turca Kapı ağası, lett. "Agha del Cancello", formalmente chiamato Bâbüssaâde ağası cioè "Agha del Cancello della Felicità") era il titolo dato al capo degli eunuchi del Palazzo di Topkapı.

## Storia
Era preposto al controllo delle attività che si svolgevano al di là del Cancello della Felicità che immetteva nei quartieri privati del sultano ottomano all'interno del complesso palaziale costantinopolitano: il c.d. "Enderûn". Il Kapi Agha era anche noto come "Capo degli eunuchi bianchi" per distinguerlo dal Kizlar Agha che comandava gli eunuchi africani cui era affidata la guardia del harem del sultano. Al volgere del XVI secolo, il Kizlar Agha scalzò il Kapi Agha quale capo degli eunuchi di palazzo.